# Marija Spiridonowa
Marija Aleksandrowna Spiridonowa, ros. Мария Александровна Спиридонова (ur. 16 października?/28 października 1884 w Tambowie, zm. 11 września 1941 w lesie Miedwiediewskim koło Orła) – rosyjska działaczka rewolucyjna, przywódczyni lewicowej frakcji eserowców (w grudniu 1917 wyodrębnionej w partię lewicowych eserowców), w czasach sowieckich prześladowana i zamordowana.

## Wczesne życie
Pochodziła z rodziny szlacheckiej – jej ojciec był urzędnikiem państwowym.
W 1902 roku ukończyła żeńskie gimnazjum w Tambowie. Po śmierci ojca zmuszona była podjąć pracę, by zapewnić sobie utrzymanie. Pracowała jako sekretarka oraz urzędniczka zgromadzeń szlachty tambowskiej. Wtedy też przyłączyła się do organizacji eserowskiej stając się członkinią miejscowej grupy bojowej, której celem było zamordowanie radcy zarządu gubernatorskiego Gawriłły Łużenowskiego, który rok wcześniej brutalnie zdławił chłopskie bunty w guberni. 24 marca 1905 roku wzięła udział w studenckich wydarzeniach rewolucyjnych i została aresztowana na trzy tygodnie, przez co utraciła pracę urzędniczki. Udział w rewolucji zaważył później na odmowie przyjęcia jej do szkoły dla asystentów medycznych z uwagi na jej „niesolidność polityczną”. Będąc zaangażowaną w prace lokalnej grupy rewolucyjnej, była kochanką żonatego Władimira K. Wolskiego, lidera lokalnej PSR.

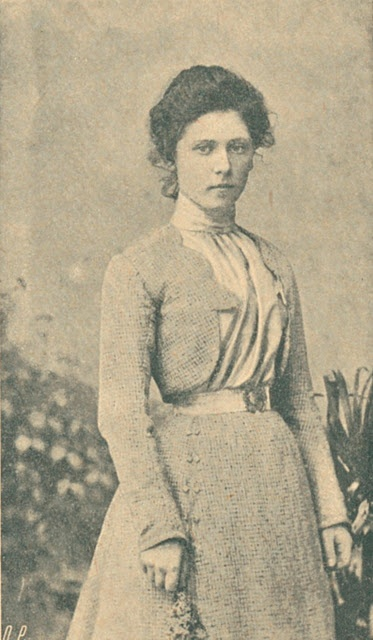
Maria Spiridonowa w 1906

## Zabójstwo Łużenowskiego

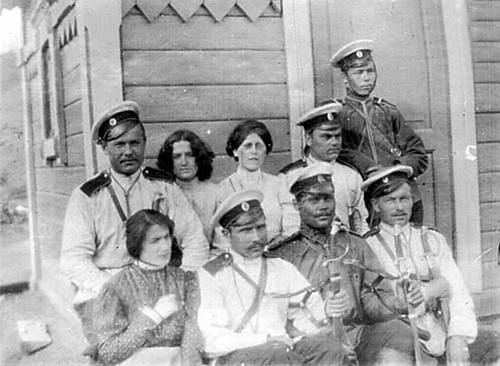
Spiridonowa pośrodku w 2. rzędzie, wraz z dwiema innymi więźniarkami i strażnikami, w drodze do syberyjskiego więzienia latem 1906 roku

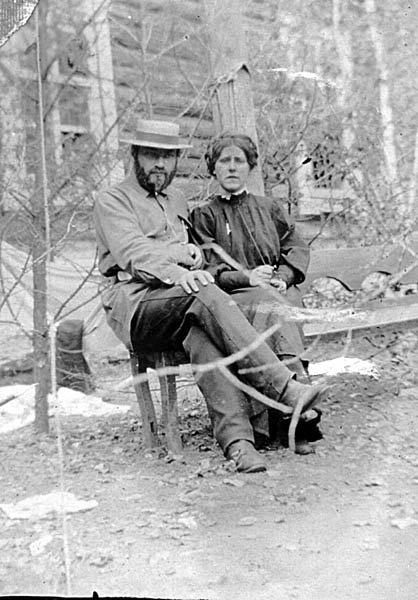
Maria Spiridonowa i Grigorij Gerszuni na katordze w Akatuju 1906

16 stycznia 1906 roku zastrzeliła na dworcu w Borisoglebsku radcę gubernatora Tambowa, Gawriłłę N. Łużenowskiego, który według organizacji eserowskiej stał na przeszkodzie rozprzestrzeniania się rewolucji na prowincji. Ubrana w strój gimnazjalistki Spiridonowa nie wydawała się podejrzaną dla żandarmów. Trafiła gubernatora dwa razy w brzuch, dwa razy w pierś i raz w rękę. Postrzeliwszy Łużenowskiego Spiridonowa miała popełnić samobójstwo, ale w ostatniej chwili kozak z osobistej ochrony radcy uderzył ją w głowę kolbą. Bita przez żandarmów została dostarczona do siedziby żandarmerii.

Tam była katowana, szczególnie przez żandarma Żdanowa i kozaka Awramowa z osobistej ochrony Łużenowskiego. 

Po kopniaku Żdanowa poleciałam przez cały pokój do kąta, gdzie czekał na mnie Awramow, który z kolei kopniakiem kierował mnie z powrotem do Żdanowa. Rozebrali mnie do naga i mówili: „No co panienko, teraz wygłoś płomienne przemówienie”. Na jedno oko nic nie widziałam, miałam zmasakrowaną połowę twarzy, a ci naciskali właśnie w to bolące miejsce i pytali: „Co, boli? Kim są twoi towarzysze?”

Przesłuchujący kobietę przewieźli ją do Tambowa, gdzie mieli kontynuować śledztwo. Tam została zgwałcona przez Awramowa, co odnotowała w liście. 

Awramow był pijany. Objął mnie i zdjął ubranie, a jego pijane usta obrzydliwie szeptały: „Jakie piękne piersi, jakie cudowne ciało...”. Nie miałam siły walczyć. Nawet krzyczeć nie byłam w stanie, zresztą to nie miało sensu. Mocnym uderzeniem rozłączył moje ściśnięte nogi...

Kobieta majaczyła w gorączce i nie mogła być przesłuchiwana przez kilka tygodni.

Przyznała się do zabójstwa (zgodnie z wytycznymi kierownictwa partii), co tłumaczyła słowami: 

Serce pękało mi z bólu. Wstyd było mi żyć, wiedząc, co się dzieje na wsiach, w których pojawiał się Łużenowski, uosobienie zła, przemocy i nadużyć. Kiedy spotkałam mężczyznę, który po torturach oszalał, kiedy zobaczyłam starą kobietę, której 15-letnia córka utopiła się po „łaskach” kozaków, to i perspektywa tortur nie powstrzymała mnie od wykonania mego planu

Przyznała się też do nielegalnej działalności. Zeznania przed sądem wykorzystywała do propagowania idei eserowców: „Jeżeli zostanę skazana na śmierć, umrę ze spokojną duszą”. Jej proces opisywany był w wielu gazetach, na jej cześć powstał wiersz napisany przez Maksimiliana Wołoszyna, a pisarz Leonid Andriejew publicznie poparł jej czyn. Po Rosji krążyły ulotki z jej podobizną, a ona sama – według Aleksandry Izmajłowicz, koleżanki z partii eserowców, „była utożsamiana z obrończynią ludu i kobietą za ten lud cierpiącą”.
11 marca 1906 roku, po dwóch miesiącach przesłuchiwań, moskiewski sąd skazał ją na karę śmierci poprzez powieszenie. Kara ta, pod wpływem opinii publicznej, po 16 dniach zamieniona została przez cara Mikołaja II na dożywotnią katorgę. Kiedy się o tym dowiedziała, miała powiedzieć przyjaciółce: „Nienawidzę autokracji tak bardzo, że nie chcę żadnej przysługi z jej strony”. Karę Spiridonowa odbywała w Nerczyńsku.
Na stacjach, przez które przejeżdżał pociąg, którym jechała na zesłanie, gromadziły się przychylne jej tłumy, niektórzy próbowali ją uwolnić. Dostawała kwiaty, jedzenie, wiersze; jak wspominała Aleksandra Izmajłowicz (jechała ze Spiridonową tym samym pociągiem): „Pewna zakonnica przyniosła piękny bukiet polnych kwiatów z dedykacją „Dla cierpiącego ptaszka, od sióstr zakonnych”.

21 marca 1906 roku w gazetach opublikowany został list Aleksandry Spiridonowej (matki Marii): 

Cała Rosja słyszała o mojej nieszczęśliwej córce i wie o męczarni, jaką przeszło moje udręczone i zhańbione dziecko. (...) Tak, Marija jest winna, ale czy oddając swe młode życie, musiała przejść tę drogę krzyżową? Pomyślcie przez chwilę, czy nie wycierpiała już dostatecznie i czy nie odpokutowała za swój straszny grzech?

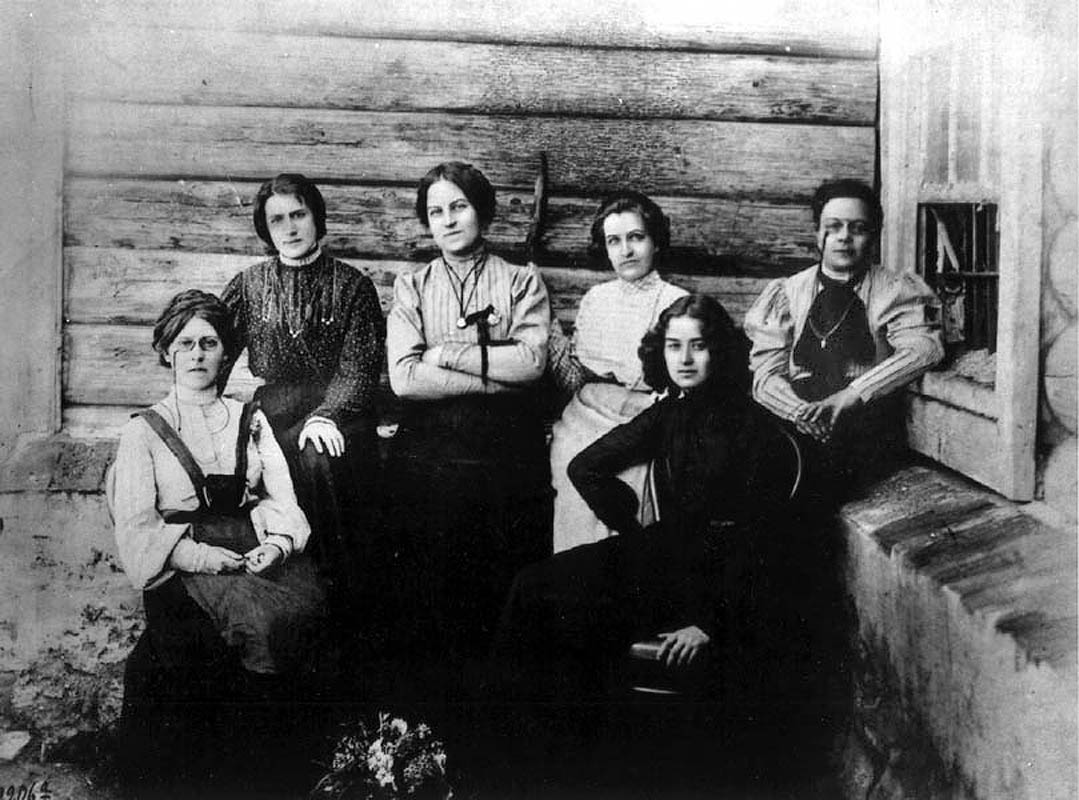
Spiridonowa – po lewej stronie – razem z innymi rewolucjonistkami w syberyjskim więzieniu

Po rewolucji lutowej i obaleniu caratu, Spiridonowa została uwolniona na mocy amnestii dla więźniów politycznych ogłoszonej przez Rząd Tymczasowy i podpisanej przez ministra sprawiedliwości Aleksandra Kiereńskiego.

## Polityka
W maju 1917 roku Spiridonowa przyjechała do Moskwy i na zjeździe eserowców została wybrana do władz naczelnych partii (KC i Biuro Organizacyjne). Opowiadała się za sojuszem z bolszewikami.

Zbliżyła się do radykalnej frakcji lewicowych eserowców, którzy w listopadzie 1917 roku poparli rewolucję październikową i obalenie Rządu Tymczasowego. Spiridonowa odrzuciła jednak namowy Lenina i nie weszła do Rady Komisarzy Ludowych, pozostając najważniejszą postacią lewicowych eserowców. 

To najpopularniejsza i najbardziej wpływowa kobieta Rosji

Wybrano ją na przedstawicielkę na Nadzwyczajny i II Zjazd Włościański.

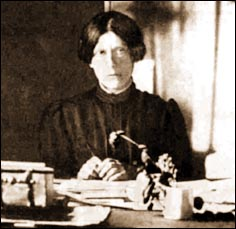
Marija Spiridonowa w okresie rewolucji 1917

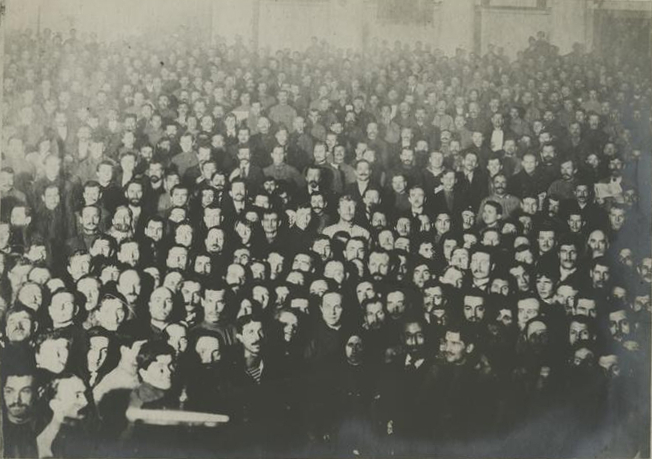
Spiridonowa otoczona chłopskimi delegatami na konferencji 5 stycznia 1918 roku

Wstrząśnięta przez terror Lenina (uważała, że zabijać należy wyłącznie wrogów rewolucji, a nie niewinnych robotników czy chłopów), 6 lipca 1918 roku wzięła udział w powstaniu lewicowych eserowców przeciw władzy bolszewickiej, którego sygnałem miał być zamach na ambasadora Niemiec Wilhelma von Mirbacha. Po jego upadku została przewieziona do aresztu domowego na Kreml. Najwyższy trybunał rewolucyjny RFSRR skazał ją na rok więzienia, jednak w uznaniu zasług dla ruchu lewicowego darowano jej karę.

## Aresztowania
W latach 1919–1921 Spiridonowa była wielokrotnie aresztowana i więziona, m.in. w zakładzie psychiatrycznym (tzw. Psychuszce) wskutek decyzji Dzierżyńskiego, który w 1921 roku napisał do szefa tajnego wydziału Czeki Samsonowa:

Trzeba skontaktować się z Obuchem i Siemaszką w celu umieszczenia Spiridonowej w domu psychiatrycznym, ale pod warunkiem, żeby jej stąd nie wykradli, albo żeby nie uciekła. Trzeba zorganizować odpowiednią ochronę i obserwację, lecz w sposób zamaskowany.

U Spiridonowej, która faktycznie cierpiała na problemy psychiczne od czasu pobicia jej przez policję carską w 1906 roku, zdiagnozowano „histeryczną psychozę”. W lutym 1919 roku sąd uznał ją za niepoczytalną i wysłał na przymusowe leczenie do szpitala psychiatrycznego w Kazaniu. 

Z uwagi na chorobliwo-histeryczne zachowanie Spiridonowej podjęto decyzję o odizolowaniu jej od działalności politycznej i społecznej na rok, kierując do sanatorium

Ze szpitala uciekała dwukrotnie i za każdym razem była złapana przez czekistów.
W 1921 roku działacze eserowscy zobowiązali się, że porzucą działalność polityczną w zamian za jej zwolnienie z więzienia. Spridonowa nie zajmowała się potem polityką, wyszła za mąż za kolegę z partii Ilję Majorowa, nie mieli dzieci.
W 1927 roku aresztowana, została zesłana do Samarkandy w Uzbekistanie, a potem do Ufy, stolicy Baszkirii. Na zsyłce pracowała w kołchozie, w zrzeszeniu rzemieślników i w banku.

W 1934 roku (po zamordowaniu szefa partii komunistycznej w Leningradzie Siergieja Kirowa) Spridonowa z mężem trafiła do więzienia i została oskarżona o planowanie zamachów. Nie przyznała się do zarzucanej jej winy:

Po zamachu na Kirowa lista rozstrzelanych zajęła dwie ogromne strony w Izwiestiach. Po zamachu na Lenina na śmierć skazano 15 tys. ludzi. Kim jestem, żeby zabijając jednego czy dwóch wodzów, decydować o unicestwieniu setek ludzi

W okresie wielkiego terroru, w 1937 roku została skazana na 25 lat więzienia pod sfingowanym zarzutem „przygotowywania zamachu na rząd Baszkirskiej ASRR i Klimienta Woroszyłowa”. Była więziona w izolatorach w Jarosławiu i Orle.

## Śmierć
Po ataku III Rzeszy na ZSRR w 1941 roku Spridonowa została rozstrzelana pod Orłem wraz ze 157 współwięźniami (m.in. Chrystianem Rakowskim) (wg Andrzeja Poczobuta ze 156 współwięźniami) rozkazem Ławrientija Berii w ramach egzekucji w lesie Miedwiediewskim przeprowadzonych przez NKWD.
Żyjąc 57 lat, w więzieniach i na zesłaniu spędziła 34 lata. Miała być przez bolszewików całkowicie wymazana z historii.
W 1990 roku w lesie Miedwiediewskim pod Orłem, w miejscu kaźni Spiridonowej i innych więźniów, stanęła pamiątkowa tablica. Dwa lata później Spiridonowa została zrehabilitowana.